# أماني عصفور

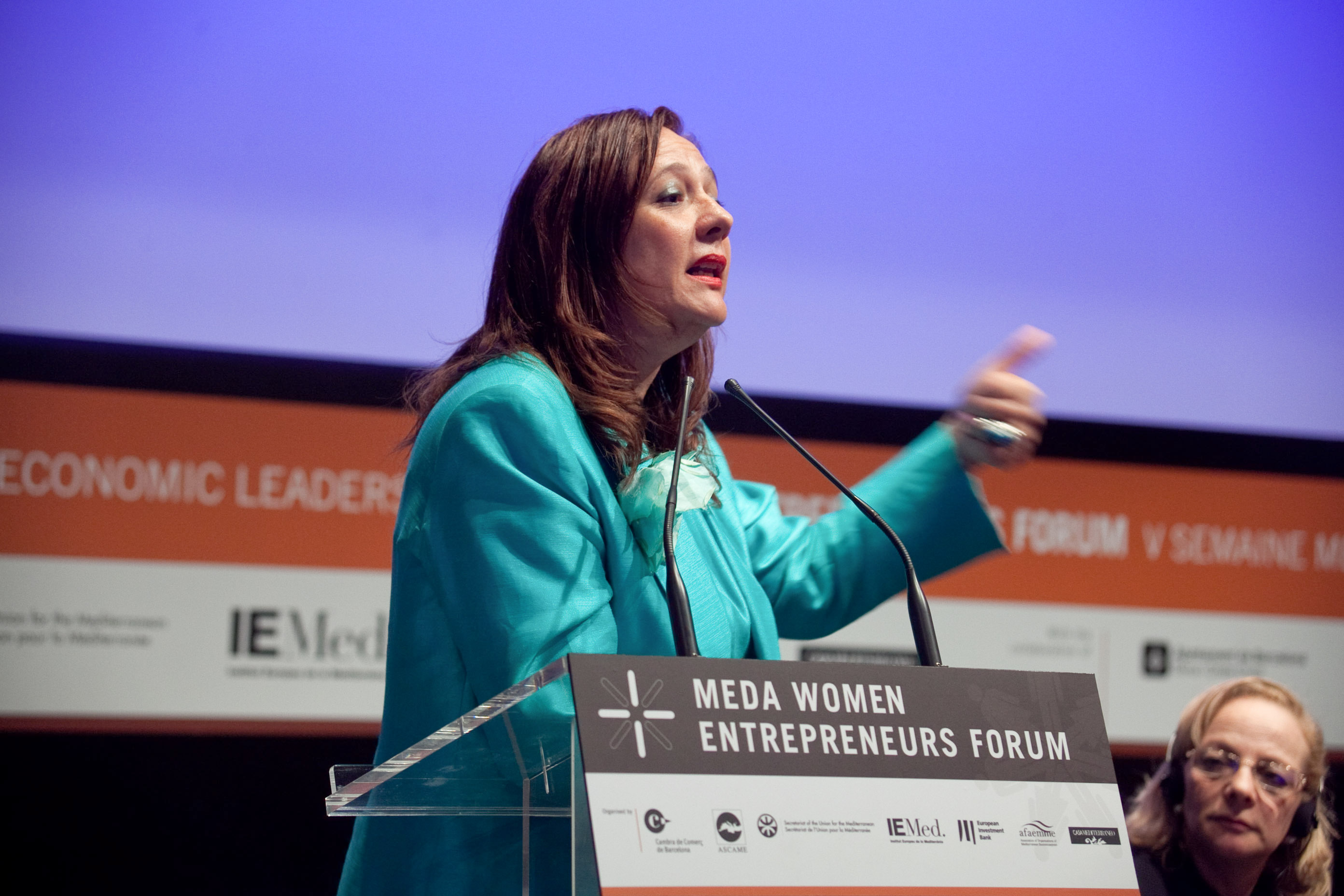
أماني عصفور في برشلونة في تشرين الثانى/نوفمبر 2011

أماني عصفور هي سيدة أعمال مصرية.

## الحياة المهنية
تبوأت المناصب الآتية:
- رئيس، الاتحاد الدولي لسيدات الأعمال.[2][3]
- رئيسة رابطة سيدات الأعمال المصرية
- رئيسة منظمة التجاريات «أو. واي. أي. تي» _ فرع القاهرة
- رئيسة التحالف الأفريقي لتمكين المرأة
- رئيسة مجلس إدارة، اتحاد جمعيات سيدات الأعمال التابع للكوميسا (السوق المشتركة لشرق وجنوب أفريقيا).[4]
- نائب رئيس، مجلس قطاع الأعمال التابع للكوميسا
- مؤسِسة مركز حتشبسوت لتطوير الأعمال التجارية والحاضنات «الاعتمار»
- رئيس مجلس إدارة، شؤون الموارد البشرية، و المجلس الاقتصادي والاجتماعي والثقافي التابع للاتحاد الأفريقي
- رئيسة مؤتمر البحر الأبيض المتوسط لسيدات الأعمال والمهنيات
- الأمين العام، للرابطة الأفريقية للبحث العلمي والتكنولوجيا

## الحياة المُبكّرة
تخرجت أماني عصفور من كلية الطب_ جامعة القاهرة وحصلت علي درجة الماجستير والدكتوراه في طب الأطفال. وهي مُحاضرة مُتخصصة في طب الأطفال بالمركز الوطني للبحوث في مصر. والتحقت بالقطاع الخاص عندما كانت طالبة. في غضون بضع سنوات، تمكنت من إنشاء شركة مُعدات طبية، تُسوق ما يزيد عن 30 علامة تجارية مختلفة.

## اهتمامات أخرى
لم تقتصر اهتمامات أماني عصفور علي تأسيس عملها الخاص. فقد أدركت أهمية إنشاء منظمة تستهدف التمكين الاقتصادي للمرأة وتُروج لمباشرة الأعمال الحرة. أسست أماني عصفور رابطة سيدات الأعمال المصرية عام 1995 بهدف تشجيع جيل من الشابات علي مُباشرة العمل الحر وتوجيه سيدات الأعمال من أصحاب المؤسسات الصغيرة والمتوسطة. كما تدعم مؤسستها كذلك دمج المرأة في السوق العالمي. ووجهت جهودها إزاء التمكين الاقتصادي للمرأة، وبناء القدرات، وتنمية الموارد البشرية، وتحقيق تكافؤ فرص التعليم للفتيات والسيدات، والتدريب، والنهوض بالمرأة والنشء في مجال العلوم والتكنولوجيا.

## المساهمات العالمية
تنشط جهود أماني عصفور في أفريقيا، وحوض المتوسط، والمنطقة العربية. فقد أسست جمعية لسيدات الأعمال والمهنيات بمصر من ثَم أنشأت التحالف الأفريقي لتمكين المرأة. يصب هذا الأخير تركيزه علي كل أفريقيا، مستهدفًا تمكين النساء ومُروجًا الاندماج الاقتصادي بين منظّمي المشاريع من النساء والشباب في أفريقيا. كما بادرت  بتأسيس مؤتمر البحر المتوسط لسيدات الأعمال والمهنيات بوصفه منبرًا لتبادل الخبرات والممارسات الرشيدة بين سيدات الأعمال في حيز المتوسط.
تلقت أماني عصفور عدة جوائز من مصر، وأفريقيا، والعالم العربي، والعالم الإسلامي. وأقامت شراكات عديدة مع مُنظمات دولية وإقليمية من ضمنها: هيئة الأمم المتحدة للمرأة، وبرنامج الأمم المتحدة الإنمائي واختصاراً «يو أن دي بي»، ومنظمة العمل الدولية، ومنظمة الأمم المتحدة للتنمية الصناعية «يونيدو»، والاتحاد الأفريقي، والاتحاد الأوروبي، والسوق المشتركة لشرق وجنوب أفريقيا «كوميسا»، والعديد من الغرف التجارية لدول البحر المتوسط. كما نجحت في تنفيذ مشروعين كبيرين لإنشاء مركز حتشبسوت لتطوير الأعمال التجارية للسيدات وبرنامج إقليمي لدعم سيدات الأعمال في مصر، والسودان، وإثيوبيا.